# مار ماري عمانوئيل
مار ماري عمانوئيل (مواليد 19 يوليو 1970) هو أسقف مسيحي آشوري، عراقي الاصل، حاليًا في كنيسة المسيح الراعي الصالح (التي يُعتقد انها نسطورية) التي اسسها في ضاحية واكيلي في غرب سيدني، أستراليا، وقد اكتسب شعبية عبر وسائل التواصل الاجتماعي. في عام 2011، رُسِم أسقفًا على كنيسة المشرق القديمة، لكنه أُوقِف عن الخدمة في 2014، لكنه في عام 2015 ترك الطائفة وأسس كنيسة مستقلة على التقليد كنيسة المشرق. في 15 أبريل 2024، تعرض عمانويل وخمسة آخرون للطعن كجزء من هجوم إرهابي إسلامي.

## السيرة

### السيرة المبكرة
وُلد عمانولئيل عام 1970 في حديثة، محافظة الأنبار، العراق، لعائلة مسيحية متدينة. استقر في سيدني، أستراليا، في أوائل الثمانينيات، حيث التحق بمدرسة فيرفيلد الثانوية. عمل مديراً لبنك في التسعينيات، قبل أن يصبح شماساً في أواخر التسعينيات ثم رُسِم كاهناً في عام 2009.

### شغل منصب الأسقف
في آب 2011، قام مار يعقوب دانيال ومار ضياء خوشابا برسامة مار ماري عمانوئيل أسقفًا لأبرشية أستراليا ونيوزيلندا، مساعدًا لمتروبوليت أستراليا ونيوزيلندا. كان يُعرف سابقًا باسم عمانوئيل شليمون، وقد اتخذ الاسم الأسقفي "ماري عمانوئيل" (على اسم القديس ماري) عندما أصبح أسقفًا.

### كنيسة المشرق القديمة
في تموز 2013، أثناء زيارته لأستراليا، منح مار أدي الثاني التثبيت البطريركي لماري عمانوئيل. في ذلك الوقت، أمره بإجراء تغييرات فيما يتعلق بمجموعة من المجالات المختلفة مثل سلوك عمانوئيل الليتورجي واللاهوتي والاجتماعي. انتهت المهلة المحددة للبطريرك، وقام آدي الثاني بإيقاف ماري عمانوئيل في يوليو 2014، على أساس عصيان القوانين التي أصدرها مجمع نيقية الأول عام 325 م. تم سحب الاقاف لفترة وجيزة في ديسمبر 2014 عندما أعلن إيمانويل قبوله للمراسيم البطريركية، لكنه تجدد عندما أعرب عن عدم موافقته مرة ثانية.

### كنيسة مستقلة
في كانون الثاني/يناير 2015، أسس ماري عمانوئيل كنيسة مستقلة على التقليد السرياني الشرقي (المسيحي الآشوري)، في واكلي، والتي تعرف حالياً بكنيسة المسيح الراعي الصالح. ناقش المجمع المقدس لكنيسة المشرق القديمة قضيته في اجتماع عام 2015، وفي عام 2016 تم استقباله مرة أخرى من قبل المتروبوليت توما جيوارجيس، الذي قام أيضًا بزيارة الكنيسة في وقت لاحق من ذلك العام.
وفيما يتعلق بمشاركته في الطائفة السابقة التي خدم فيها، اعتبارًا من عام 2023، فهو غير مدرج كرجل دين في أبرشية كنيسة المشرق القديمة في أستراليا ونيوزيلندا ولبنان.

### وسائل التواصل الاجتماعي
اكتسب إيمانويل شعبية عبر وسائل التواصل الاجتماعي، مما أكسبه لقب "اسقف التيك توك". لقد ظهر على مواقع البث الصوتي على YouTube.

## جدل
في 20 يوليو 2021، وسط تفشي متغير دلتا لفيروس سارس-كوف-2 والإغلاق في سيدني، قدم إيمانويل خطبة عبر الإنترنت تنتقد لقاحات كوفيد-19 وعمليات الإغلاق ، قائلة إن فيروس كورونا "مجرد نوع آخر من الأنفلونزا" لا أكثر ولا أقل".

## هجوم الطعن 2024
في يوم الاثنين 15 أبريل 2024، بعد الساعة 7:00 مساءً بقليل، تعرض إيمانويل لهجوم من قبل شاب يبلغ من العمر 16 عامًا أثناء خطبة في كنيسة المسيح الراعي الصالح. عند المنبر، هاجم المعتدي إيمانويل من يمين الأخير وطعن الأسقف مرارًا وتكرارًا بسكين حتى سقط بعد إصابته بتمزقات في رأسه؛ ثم طعن الجاني خمسة آخرين. بعد الهجوم مباشرة، صلى إيمانويل من أجل المعتدي. وفقًا لمفوضة شرطة نيو ساوث ويلز كارين ويب، خضع إيمانويل لعملية جراحية وكان "محظوظًا لأنه على قيد الحياة".
وفي البث المباشر للخطبة، تحدث المهاجم باللغة العربية، وهو يكبر "الله أكبر" قبل أن يطعن إيمانويل. وفي مقطع فيديو نشره أحد رواد الكنيسة، سُمع أيضًا وهو يقول "إذا لم يهين [الأسقف] ابني". النبي والدين، لم أكن لأأتي إلى هنا". ووصفت الشرطة الهجوم بأنه "تطرف بدوافع دينية" وبأنه "عمل إرهابي". وبحسب إيمانويل، قبل شهر واحد فقط من الهجوم بعد تعرضه للطعن، انتشرت تهديدات على تيك توك، تفيد بأنه "أمامه أسبوعان ليعيشهما".

### رد مار ماري عمانوئيل
في 18 أبريل، في خطبة صوتية عبر الإنترنت في مستشفى ليفربول، عفا إيمانويل مرة أخرى عن المهاجم، بالإضافة إلى مطالبة أتباعه بعدم السعي للانتقام. قال:
الحب لا يفشل أبداً.. مهما حدث معي شخصياً أشكر الرب يسوع.. أسامح من فعل هذا الفعل وأقول له أنت ابني، أحبك وسأصلي من أجلك دائماً. ومن أرسلك لتفعل هذا، فأنا أسامحه أيضًا، باسم يسوع القدير... ليس لدي شيء في قلبي سوى محبة الجميع، سواء كان هذا الشخص مسيحيًا أم لا، فهذا خارج الموضوع تمامًا... أنا بخير، وأتعافى بسرعة كبيرة.

## أنظر أيضا
- كنيسة المشرق الآشورية